# Tadeusz Karyłowski

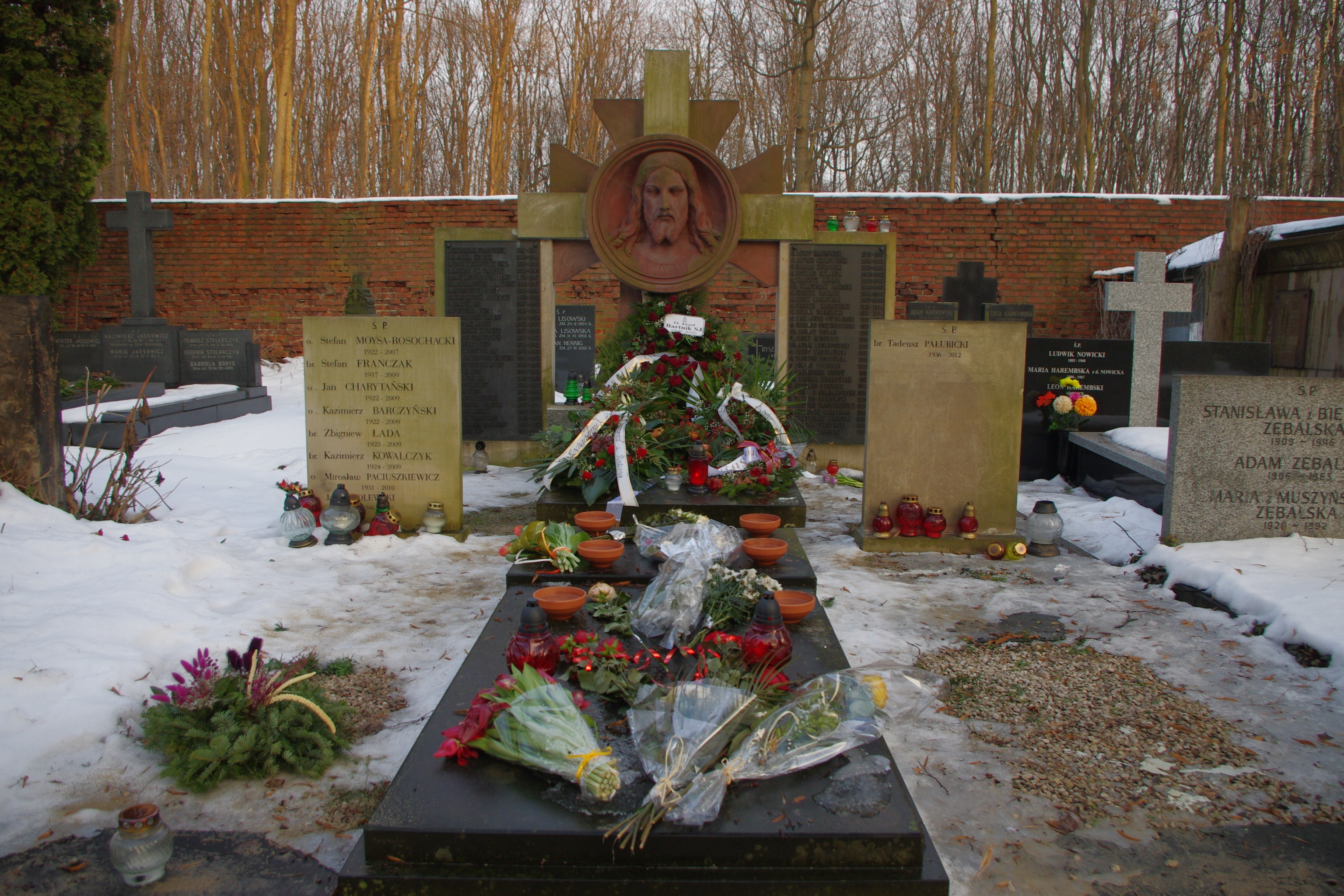
Grobowiec Zgromadzenia Jezuitów na cmentarzu Powązkowskim w Warszawie

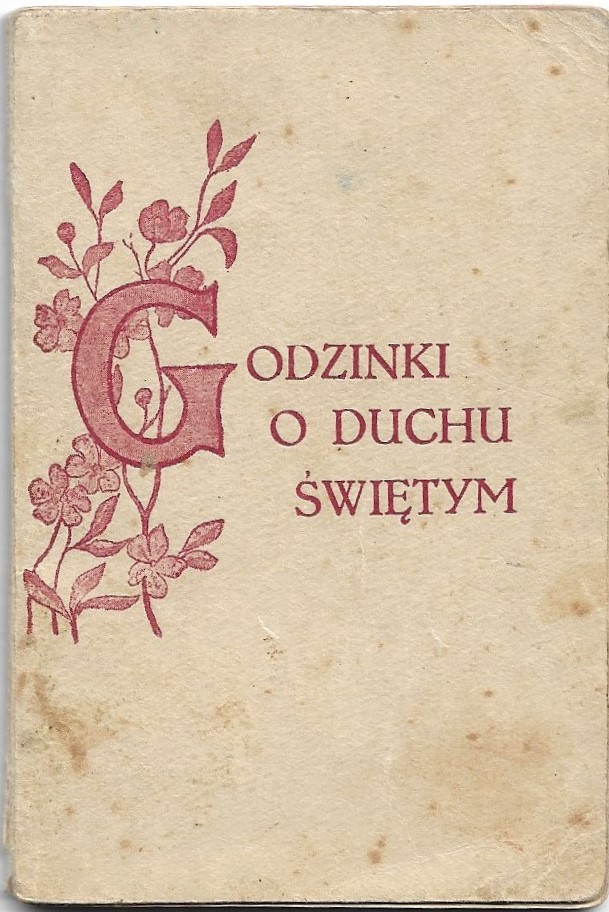
Okładka Godzinek... ks. Karyłowskiego

Tadeusz Karyłowski (ur. 5 czerwca 1882 w Warszawie, zm. 16 września 1945 tamże) – polski jezuita, poeta i tłumacz.

## Życiorys
Syn mechanika Konstantego Karyłowskiego i Natalii z Drzewińskich. Szkołę średnią ukończył w Krakowie. Maturę zdał w 1899 roku, 17 września tego samego roku wstąpił do zakonu jezuitów w Starej Wsi. W latach 1899–1905 odbył studia klasyczne, następnie w latach 1905–1908 studiował filozofię. Od 1908 do 1909 roku był nauczycielem w gimnazjum jezuickim w Chyrowie, po czym przeniósł się do Krakowa, gdzie w latach 1909–1913 studiował teologię. W 1911 roku otrzymał święcenia kapłańskie. W latach 1914–1919 odbył na Uniwersytecie Jagiellońskim kolejne studia z zakresu literatury polskiej i francuskiej. W 1930 roku opuścił Kraków, do wybuchu II wojny światowej przebywając w Wilnie i Lublinie. Okres okupacji spędził w Krakowie, w 1945 roku wyjechał do Warszawy, gdzie zmarł.
Swoją twórczość literacką i poetycką ogłaszał na łamach wielu czasopism, m.in. Naszych Wiadomości, Przeglądu Chyrowskiego, Głosu Ewangelii, Muzyki i Śpiewu, Niedzieli i in. Od 1909 roku stały współpracownik Przeglądu Powszechnego. W 1918 roku opublikował w Krakowie utwór wierszowany Miecio Chwalibóg. Obrazki z młodych lat bohatera pod Rokitną, a w 1920 roku Sonety z Tatr. W 1930 roku opublikował Godzinki o Duchu Świętym.
Przez szereg lat zajmował się hymnologią, tłumaczył hymny kościelne. Jego przekłady Te Deum i Tantum ergo zastąpiły teksty uprzednio używane w liturgii. Opublikował kilka prac z zakresu hymnologii, m.in. Exultet, jego pochodzenie i dzieje (1923) i Pochodzenie hymnu Te Deum (1927). Przełożył z łaciny Eneidę Wergiliusza; tłumaczenie to zostało wydane w 1924 roku w serii Biblioteka Narodowa i doczekało się kilku wznowień. Tłumaczył także poezje Macieja Sarbiewskiego (wydane z rękopisu przez Instytut Wydawniczy „PAX” w 1980 roku), O naśladowaniu świętych Maximiliana Hubera, Zapaleńca bożego José Marii Pemána.
Przełożył też z łaciny na język polski pieśń „Przybądź Duchu Święty”.
Został pochowany w grobowcu Zgromadzenia Jezuitów na cmentarzu Powązkowskim w Warszawie (kwatera 215-5/6-1/2).